# Gudensberg
Gudensberg is een plaats in de Duitse deelstaat Hessen, gelegen in de Schwalm-Eder-Kreis. Gudensberg telt 9.761 inwoners.

## Geografie
Gudensberg heeft een oppervlakte van 46,5 km² en ligt in het centrum van Duitsland, iets ten westen van het geografisch middelpunt.

## Delen van Gudensberg
- Deute
- Dissen
- Dorla
- Gleichen
- Maden
- Obervorschütz

Bad Zwesten · Borken · Edermünde · Felsberg · Frielendorf · Fritzlar · Gilserberg · Gudensberg · Guxhagen · Homberg · Jesberg · Knüllwald · Körle · Malsfeld · Melsungen · Morschen · Neuental · Neukirchen · Niedenstein · Oberaula · Ottrau · Schrecksbach · Schwalmstadt · Schwarzenborn · Spangenberg · Wabern · Willingshausen